# Мас, Ромен
Ромен Мас (фр. Romain Maes [maːs]; 10 августа 1912, Зеркегем, Бельгия — 22 февраля 1983, коммуна Дилбек, Бельгия) — бельгийский профессиональный шоссейный велогонщик в 1933-1942 годах. Победитель велогонки «Тур де Франс» (1935). 

## Достижения
1933
1-й Tour de l'Ouest
3-й Париж — Дюнкерк
1934
1-й — Этап 4 Париж — Ницца
1-й — Этап 1 Tour de l'Ouest
3-й Париж — Брюссель
7-й Париж — Рубе
1935
1-й  Тур де Франс — Генеральная классификация
1-й — Этапы 1, 11 и 21
1-й Париж — Лилль
3-й Париж — Рен
1936
1-й Circuit de Paris
2-й Париж — Рубе
1938
2-й Париж — Брюссель
1939
1-й — Этап 2а (ИГ) Тур де Франс — Генеральная классификация
2-й Тур Фландрии
10-й Париж — Тур

## Статистика выступлений

### Гранд-туры
| Гранд-тур    | 1934 | 1935 | 1936 | 1937 | 1938 | 1939 |
| ------------ | ---- | ---- | ---- | ---- | ---- | ---- |
| Тур де Франс | НФ   | 1    | НФ   | —    | —    | НФ   |

| —  | Не участвовал  |
| НФ | Не финишировал |